# BI Cygni
BI Cygni è una stella supergigante rossa situata nella costellazione del Cigno. Ha un raggio che, a seconda delle fonti, va da 850 volte quello del nostro Sole,, a 1240 R⊙ ha una massa attorno alle 20 masse solari e dista circa 8500 anni luce dal sistema solare.